# Dilema de Tošovský
El dilema de Tošovský es un proceso económico identificado en la década de 1990 por el director del Banco Nacional checo Josef Tošovský. Desde entonces se lo conoce con su nombre.
El dilema de Tošovský puede surgir por la combinación de dos hechos relevantemente empíricos y sin validez oficial:
- Hecho 1: Ha habido y todavía continúa habiendo una pronunciada apreciación real de divisas de los países en transición avanzada de Europa Central y Europa Oriental contra las divisas de sus vecinos industriales. A menos que las tasas reales de interés en estos países en transición sea mantenida relativamente bajas, la apreciación de divisas podría atraer grandes entradas de capitales, cantidades que podrían superar los esfuerzos de las autoridades locales para controlar la inflación.
- Hecho 2: Las proporciones capital/trabajo son por mucho menores en los países en transición que en los vecinos más avanzados de Occidente. La escasez de capital físico, junto con una dotación fuerte de la fuerza laboral especializada e infraestructura, significa que se necesita una tasa de interés relativamente alta para equilibrar el ahorro y la inversión. Si las tasas de interés son bajas, la inversión excederá por mucho al ahorro, alimentando la inflación y aumentando el desequilibrio de la balanza en cuenta corriente.

El choque entre el bajo punto de equilibrio de las tasa de interés derivado del hecho 1 y el alto punto de equilibrio de la tasa de interés derivado del hecho 2 conforma los argumentos del dilema de Tošovský.
NOTA: Informe basado en "The Tošovský Dilemma, capital surges in transition countries" escrito por Leslie Lipschitz, Timothy Lane y Alex Mourmouras. Finance and Development, número 3, vol. 39, septiembre de 2002.